# Chapelle supérieure de l'Annonciation de La Brigue
La chapelle de l'Annonciation, chapelle des Pénitents-Blancs-d'en-Haut, est une chapelle de Pénitents située à La Brigue dans le département français des Alpes-Maritimes.

## Historique
La chapelle Notre-Dame de l'Annonciation est le siège de la Confrérie de l'Annonciade née d'une scission au sein de l'antique confrérie des pénitents blancs de l'Assomption présente à La Brigue depuis 1395. 
En 1930 l'union entre les deux confréries est de nouveau opérée et cette chapelle devient une annexe de la chapelle de l'Assomption placée de l'autre côté de la paroissiale.  
Cette chapelle fait l’objet d’un classement au titre des monuments historiques depuis le 3 mars 1949.
Avec l'autre chapelle des pénitents de La Brigue elle a été choisie comme l'un des 18 sites emblématiques retenus pour le loto du patrimoine en 2021.

## Présentation
La chapelle se trouve à gauche de l'église paroissiale. Elle a été construite au XVIIIe siècle sur un plan ellipsoïdal.
La décoration de peintures à fresque et de faux marbre est très riche. Elle est dédiée au mystère de l'Incarnation avec un cycle de la vie du Christ. Certains éléments rappellent aussi le culte à saint Charles Borromée dont la confrérie possède ne relique depuis le XVIIIe siècle. La décoration a été restaurée au XIXe siècle.
La chapelle possède un clocher de section triangulaire, coiffé d'un bulbe.
La chapelle de l’Annonciation est utilisée comme musée d’art religieux, on y trouve les plus importants reliquaires de la paroisse, des vêtements liturgiques et les ex-voto du sanctuaire Notre-Dame des Fontaines.